# ブレイクもの!
『ブレイクもの!』は、1998年1月8日から同年9月22日までフジテレビで放送されていた深夜バラエティ番組。

## 概要
当時大ブームとなっていたボキャブラ天国出身若手芸人を中心に出演し、毎週3組がネタを披露する番組。収録場所は新宿にあるスタジオアルタでの公開収録であった。
番組初期には、プロの芸人を目指す将来有望株な素人参加型ネタ見せコーナーや、末期にはまだ世に出ていない当時無名であった若手芸人らの1～2分尺のネタを会場客が判定し、5週勝ち抜くと番組内で本ネタが出来る「お笑い世紀末スターオークション!」というゴングショー的なコーナーを設けられていた。それには当時全国的に無名時代のおぎやはぎや北陽、永野やさらには進ぬ!電波少年で世に出る前のカラテカも出演（MCをしてた桑野からは矢部太郎のことを「米」、相方の入江慎也は「麦」と比喩されていた。更に5週勝ち抜いたものの翌週以降入江が肺に穴が空き入院しネタが披露できないハプニングもあった。）。オークションのスタイルなのでネタが終わった後司会者が「お買い上げの方は…」と呼びかけていた。

## 出演

### レギュラー
- 田代まさし - 司会を担当。
- 桑野信義 - 「お笑い世紀末スターオークション」等のコーナーMC担当。
- 千秋 - 初代アシスタント
- 椎名法子 - 2代目アシスタント
- 高原あきら - 3代目アシスタント

### 出演芸人
- キャブラー（常連）
  - アリtoキリギリス、アンジャッシュ、アンタッチャブル、海砂利水魚、坂道コロコロ、ジョーダンズ、ストロング・マイマイズ、スマイリーキクチ、底ぬけAIR-LINE、T・I・M、Take2、テツandトモ、デンジャラス、ネプチューン、ノンキーズ、爆笑問題、X-GUN、ピーピングトム、BOOMER、フォークダンスDE成子坂、ブラックパイナーSOS、プリンプリン、U-turn、ワンダラーズ
- キャブラー（単発）
  - アメリカザリガニ、アンラッキー後藤、江戸むらさき、代田ひかる、だぼぱん、チュチュチュファミリー、ファンキーモンキークリニック、プラスドライバー、マンブルゴッチ
- キャブラー（予選落ちくん）
  - あぶらとり紙、エルトンGOタカーズ、オーディン、D-BARN、東京ビンゴビンゴダイナマイトジャパン、パックン・マックン、フロントバック、やるせなす
- キャブラー（新人）
  - おぎやはぎ、号泣、シャカ、はなわ、ヘモグロビン、北陽/s
- 無名ズ
  - アクシャン、360°モンキーズ、ジェット☆キッズ、ビビる
- 吉本興業
  - カリカ、カラテカ、千原兄弟、ツインカム、都営12号線、メッセンジャー、矢野・兵動
- その他
  - アルファルファ、市村・近藤、いつもここから、エレキコミック、大隈いちろう、火災報知器、金沢、きぐるみピエロ、グレートチキンパワーズ、ケルンファロット、佐藤文則、ザンボット2、ジュンジ・ヨージ、スープレックス、ダンディ坂野、T・K・O、天然超ズ脳、ドランクドラゴン、永野、ねこじゃらし、ハイデハイデ、バカリズム、爆烈Q、バナナマン、ハレルヤ、美女マシーン、ぴんぽんず、ぺんたごん、ポカスカジャン、耳なり、元ブラジル代表、ラーメンズ

### 「お笑い世紀末スターオークション」にて5週勝ち抜いた主な芸人
- カラテカ
- ぴんぽんず
- 代田ひかる
- ハイデハイデ
- フロントバック

## スタッフ
- 構成：玉井貴代志
- ブレーン：小野寺直之
- 技術：斉藤幸雄
- カメラ：諏訪多順
- 映像：磯野邦男
- VTR：広瀬日出夫
- 音声：酒井一
- 照明：神谷江奈子
- 美術：北林福夫
- デザイン：山本修身
- ペイント：菊地大介（IMAGICA）
- MA：吉田肇（IMAGICA）
- TK：山岸弘子
- 協力：フジアール、スタジオアルタ
- 制作協力：ゼブラカンパニー、ファンデーション、エックスワン
- 演出補：五端和彦
- 演出：関和貴史、高橋章良
- プロデューサー：井澤健
- 企画制作：イザワオフィス

| フジテレビ 火曜25:40枠 | フジテレビ 火曜25:40枠                   | フジテレビ 火曜25:40枠                                            |
| 前番組                 | 番組名                                   | 次番組                                                            |
| ---------------------- | ---------------------------------------- | ----------------------------------------------------------------- |
| 不明                   | ブレイクもの! （1998年1月8日 - 9月22日） | 芸能女学館 2学期 ※25:20 - 25:50 （1998年10月13日〜1999年3月30日） |